# Osterland

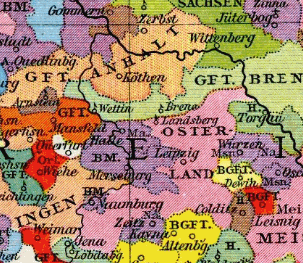
Carte de la région vers l’an 1250

L'Osterland (en latin : Terra Orientalis, « territoire de l'Est ») est une région historique de l'est de l'Allemagne située dans les territoires des actuels Länder de Thuringe, de Saxe et de Saxe-Anhalt.

## Géographie
L'Osterland est situé à l’est de la rivière Saale. 
Au nord, la région s'étend jusqu'à Eilenbourg et Landsberg, au sud jusqu'à Eisenberg et Borna et à l’est jusqu'à Torgau, même si la rivière Mulde est considérée comme la limite orientale aujourd’hui. 
Depuis le XIVe siècle, la région de la Pleiße (avec les villes d'Altenbourg, de Meerane, de Schmölln et de Zwickau) et les environs de Gera et de Schönburg sont considérées comme faisant également partie de l’Osterland.

## Histoire
Au Xe siècle, cette région fait partie des marches orientales du Saint-Empire, précisément de la marche de l'Est saxonne.
Au XIIIe siècle, à la suite d'une division du patrimoine[pas clair], certaines parties de la région sont transférées au margraviat de Landsberg. 
Au XIVe siècle, la colonisation agricole est très avancée et l'agriculture remplace la forêt dense des origines. 
Par la suite, l’Osterland est partagé entre plusieurs États du Saint-Empire. 

## Usage actuel du terme
Depuis les années 1990, son nom est utilisé dans le nom d'un journal régional, d'une école de la ville de Gera et d'une marque de produits laitiers[réf. nécessaire].
Un dialecte moyen-allemand oriental est l'Osterländisch, principalement parlé aux environs de Leipzig.